# پاوتن (لوئیزیانا)
پاوتن (به انگلیسی: Powhatan) شهری در ایالت لوئیزیانا کشور ایالات متحده آمریکا است که جمعیت آن در سرشماری سال ۲۰۱۰ میلادی، ۱۳۵ نفر بوده‌است.